# Liopeltis frenatus
Liopeltis frenatus — вид змій родини вужеві (Colubridae). Вид мешкає у тропічних лісах Індії, М'янми, Лаосу, В'єтнаму та на півдні Китаю. Максимальний розмір тіла сягає 68 см.